# Sans Souci (1916)
Pour les articles homonymes, voir Sans Souci.
Le Sans Souci est une canonnière de lutte anti-sous-marine de la Marine nationale française, l’un des 23 navires de classe Ardent construits. Le navire a été construit à l’Arsenal de Lorient, lancé en 1916 et mis en service la même année dans la Marine nationale française. Il sert dans la Première Guerre mondiale et l’entre-deux-guerres. Il est rayé de la liste de la flotte en 1936.

## Conception
Les canonnières de classe Ardent ont été commandées dans le cadre du programme d’expansion de la flotte française de 1916 et 1917,. En 1916, l’état-major de la marine française commanda 23 canonnières anti-sous-marines (ASM), de 266 tonnes, à machines à vapeur à triple expansion, qui furent nommés « classe Ardent ». Les navires étaient fondamentalement identiques aux canonnières de classe Friponne. Ils s’en distinguaient principalement par le type de propulsion : les canonnières de classe Friponne utilisaient des moteurs Diesel, mais les navires de classe Ardent étaient équipés de machines à vapeur, dans de nombreux cas récupérées sur de vieux torpilleurs mis hors service,. Ils différaient donc sensiblement les uns des autres en ce qui concerne la puissance et la vitesse. Ils avaient tous des étraves en forme d’arc, mais ils différaient par la forme des superstructures et leur équipement.
Le Sans Souci était conçu pour la lutte anti-sous-marine,. Sa coque avait une longueur hors tout de 60,2 mètres, une largeur de 7,2 mètres et un tirant d'eau de 2,9 mètres,,,. Son déplacement était de 266 tonnes à charge normale et de 400 tonnes à pleine charge,. 
Le navire était propulsé par deux machines à vapeur verticales à triple expansion d’une puissance de 1500 à 2200 ch,, entraînant deux hélices,. La vapeur était fournie par deux chaudières à charbon système du Temple ou Normand,. La vitesse maximale du navire était comprise entre 14 et 17 nœuds,,,,. Le navire transportait 85 tonnes de combustible, ce qui lui permettait d’atteindre une autonomie de 2000 milles marins à une vitesse de 10 nœuds,
L’armement de la canonnière se composait de deux canons de 145 mm et de deux rampes pour larguer des grenades anti-sous-marines,,,.
L’équipage du navire était composé de 55 officiers, officiers mariniers et matelots,,,.

## Historique
Le Sans Souci a été construit à l’Arsenal de Lorient,,,. Il fut mis en chantier le 1er décembre 1915,,,, et lancé le 23 mars 1916

### Première Guerre mondiale
Le Sans Souci est commissionné dans la Marine nationale en 1916,,,,. De fin 1916 à juillet 1917, le bâtiment est affecté à la Division des patrouilles de l'Océan (Division de Gascogne,) et commandé par le lieutenant de vaisseau (et futur vice-amiral d'escadre) Jean-Ernest Odend'hal,. La canonnière sert dans le golfe de Gascogne. En 1917, elle est utilisée comme dragueur de mines,.
Durant cette période, le Sans Souci fait une seule rencontre avec un sous-marin, le 27 mars 1917. Le détail en est connu par le rapport du LV Odend'hal au capitaine de frégate commandant la 3e escadrille, embarqué à bord de l'Isère, daté du 3 avril 1917. Ce jour-là le Sans Souci sort de la Gironde, escortant un convoi de 16 navires (dont 8 armés) à destination de Saint-Jean-de-Luz. Le Sans Souci est en tête du convoi. À 10 h 20, un des navires du convoi, le vapeur britannique Le Coq, fait une forte embardée sur la droite et donne plusieurs coups de sifflet. Lorsque le Sans Souci s’approche, le capitaine britannique crie au porte-voix « submarine ! ». Le LV Odend'hal fait rappeler aux postes de combat. En effet, un périscope est aperçu très nettement à 400 mètres. Le Sans Souci ouvre le feu dessus. Le périscope ne reste visible que 40 secondes, mais durant ce temps 4 obus sont tirés, puis encore 3 obus sur le dernier endroit où a été vu le périscope. Un vapeur anglais du convoi tire aussi deux coups de canon qui tombent au même endroit. Une tache d’huile apparaît en surface. Le Sans Souci tourne un moment sur les lieux puis, ne voyant plus rien, rejoint le convoi pour le protéger d’une nouvelle attaque.
Le convoi arrive sans encombre à Saint-Jean-de-Luz. Là, le LV Odend'hal interroge le capitaine du Le Coq, qui lui apprend que le sous-marin lui avait lancé une torpille, qu’il n’avait évité que de justesse par sa manœuvre rapide. Ceci est confirmé par plusieurs hommes de la Flandre, qui naviguait juste devant le Le Coq, et qui ont vu nettement le sillage de la torpille. Le LV Odend'hal apprend aussi que le matin même de l’attaque, un sous-marin allemand a été vu depuis la terre ferme, à Capbreton. C’est probablement lui qui a attaqué le convoi. Le LV Odend'hal estime qu’il a eu raison d’ouvrir le feu, même s’il avait peu de chances de toucher l’ennemi, car cela a obligé le sous-marin à plonger plus profondément et l’a empêché de poursuivre son attaque sur le convoi.
Ceci est confirmé après la guerre par le journal de bord de l'U-46 du Kapitänleutnant Leo Hillebrand. Celui-ci indique que le 27 mars 1917 il se trouvait dans le golfe de Gascogne. À 09 h 25, il repéra à la position 43° 45′ N, 1° 40′ O un convoi qui se dirigeait vers le sud. Il a pu compter 6 vapeurs et 2 patrouilleurs. À 10 h 00, une torpille a été tirée sur un vapeur du convoi. L’un des patrouilleurs a tiré sur son périscope. L'U-46 a alors plongé profondément et s’est éloigné. Il n’a refait surface qu’à 13 h 30, plus à l’ouest.
Durant la guerre, un seul marin du Sans Souci trouve la mort : le matelot de 3ème classe fourrier André Victor Marie Monfort, né le 15 mai 1889 à Nantes (Loire-Atlantique), qui décède le 14 mars 1918 de maladie (fièvre typhoïde) à l'hôpital maritime de Lorient (Morbihan).

### Entre-deux-guerres
Tous les navires de classe Ardent ont survécu à la guerre. La majorité sont convertis dans les années 1920 en dragueurs de mines, avec l’ajout d’un équipement mécanique de dragage. Le navire a été ainsi converti entre 1918 et 1920,.
Le Sans Souci est reclassé en 1924 comme aviso de 2ème classe,, mais il redevient une canonnière en 1925,,. Il est de nouveau reclassé comme aviso de 2ème classe en 1929,. Désarmé le 22 octobre 1935 à Brest,,, il est rayé de la liste de la flotte puis démoli,.

## Commandants
- Lieutenant de vaisseau Jean-Ernest Odend'hal : de fin 1916 à juillet 1917[17]